# 무도황후
무도황후 양씨(武悼皇后 楊氏, 259년 ~ 292년)는 중국 위진남북조시대의 서진의 황후이다. 양준의 딸이자 무원황후 양씨와는 사촌지간이며 무원황후의 뒤를 이어 서진 무제 사마염의 두 번째 황후가 되었다. 이름은 양지(楊芷)이며, 자(字)는 계란(季蘭), 어릴적의 이름은 남윤(男胤)이다.

## 생애
274년, 무원황후의 유언에 따라 황후가 되었다. 온순하고 한정하여 부인의 미덕이 있었고 이가 숙방에 비친지라 아주 은총을 받았다. 그는 사마회(司馬恢)를 낳았는데 일찍 죽었고 이후에는 아들이 없었다. 288년, 황후가 안팎의 부인들을 거느리고 서교(西郊)에 나아가 친히 양잠을 하고 각각의 사람들에게 비단을 차등있게 하사하였다.
당시 태자비였던 가남풍은 투기가 심해 남편인 혜제 사마충의 다른 후궁들을 잔혹하게 죽였다. 무제는 이것을 알고 크게 노하여 가남풍을 냉궁에 유폐하려 했지만 무도황후는 아직 태자비의 나이가 어려 저지른 짓이라고 감쌌으며, 또한 여러번 가남풍에게 경고하고 권면하였다. 가남풍은 그가 자기를 도우려고 하는 줄 모르고 이로 인해 원한을 품었으며 무도황후가 무제 앞에서 자기를 비방했다고 여겨 그 원한이 날로 깊어갔다.
무제가 죽고 혜제가 황제가 되자 무도황후는 황태후가 되었고, 가남풍은 황후가 되었다. 가남풍은 흉악하고 패역하여 무도황후의 아버지인 양준이 정권을 쥔 것을 싫어하여 양준이 반란을 일으켰다 무고하고 초왕(楚王) 사마위(司馬瑋)와 동안왕(東安王) 사마요에게 거짓 조서를 내려 양준을 죽이도록 하였다. 당시에 궁궐 안팎의 소식이 끊어져 무도황후는 비단 위에 글자를 써서 성밖으로 쏴 보냈는데 그 위에 ‘태부(太傅, =양준)를 구하는 자에게 상을 내릴 것이다’라고 썼다. 가남풍은 이로 인해 황태후가 양준과 더불어 반란을 일으켰다고 선포하였다.
양준이 죽은 후 조서를 내려 후군장군 순회(荀悝)에게 태후를 영녕궁(永寧宮)으로 보내라고 명하였다. 특별히 황태후의 어머니인 고도군 방씨(龐氏)의 생명을 보존하여 황태후와 같이 거처하도록 하였다. 가남풍은 군공과 관리들에게 태후를 모함하도록 지시 하였다.
대부분의 관리들은 가남풍의 말대로 폐위하자고 주장하였으나, 관리들 중 중서감 장화(張華)와 그의 사람들은 반대를 하였다. 하지만 상서령 하비왕 사마황(司馬晃) 등이 태후를 폐위시켜야 한다고 강력하게 하였으며, 대부분의 관리들이 상주문까지 올려 다시 강력하게 고집하며 청구하자 혜제는 주청을 승인하여 그는 황태후에서 폐서인이 되었다.
그뒤 대신들은 가남풍의 뜻에 따라 혜제에게 그의 어머니인 방씨를 사형에 처하여야 한다고 주청을 올리자 혜제는 이에 그들의 말에 허락하였다. 방씨가 사형당하기 전에 태후는 그를 끌어 안고 통곡하면서 머리카락을 자르고 머리를 땅에 부딪히면서 가남풍에게 표를 올려 자신을 첩이라고 칭하고 어머니의 목숨을 살려달라고 청했지만 들어주지 않았다.
애초에 그에게는 10여명의 시종이 있었는데 가남풍이 전부 물리쳐 결국 그는 292년에 음식을 끊고 죽었으니 당시 나이가 34세로 황후로 재위한지 15년이었다. 가남풍은 요사한 무당의 말을 믿어 그가 하늘에서 무제에게 가서 하소연 할까봐 시신을 조정의 반대방향에 눕게 하여 묻고서는 그 위에 사악한 것을 제거하는 부적을 붙이고 약물을 뿌렸다.
307년, 존호를 회복하여 별도로 사묘를 세웠지만 신위는 무제와 나란히 배치하지 않았다. 341년, 성제는 조서를 내려 내외의 대신들로 하여금 이를 상세히 논의하도록 하였는데 위장군 우담(虞潭)이 그의 억울함을 상세히 말하여 신위를 무제와 같이 배치 하여야 한다고 하였다. 여러 대신들이 모두 우담의 의견에 찬성하였고 이로부터 그는 무제와 같이 배향되어 제사를 받을 수 있게 되었다.

## 가계

### 관련 인물
- 양병　양수　양염　양제　양준　양진　양표

## 가족 관계
- 백부: 양병(楊炳)
- 부: 양준(楊駿)
- 시부: 태조 문황제 사마소(太祖 文皇帝 司馬昭)
- 시모: 문명황후 왕씨 왕원희(文明皇后 王氏 王元姫)
  - 황제(남편): 세조 무황제 사마염(世祖 武皇帝 司馬炎)
    - 제16황자: 발해상왕(渤海殤王) 회(恢)

  - 황후(정후): 무원황후 양씨 양염(武元皇后 楊氏 楊艶) (237년~274년)
    - 제1황자: 비릉도왕(毗陵悼王) 사마궤(司馬軌)
    - 제2황자: 황태자 사마충(司馬衷) (서진 혜제)
    - 황태자비(정후): 혜문황후 가씨 가남풍(惠文皇后 賈氏 賈南風)
    - 황태자비(계후): 혜헌황후 양씨 양헌용(惠獻皇后 羊氏 羊献容)
    - 제3황자: 진헌왕(秦獻王) 사마간(司馬柬)
    - 제7황녀: 평양공주(平陽公主)
    - 제8황녀: 신풍공주(新豊公主)
    - 제9황녀: 양평공주(陽平公主)

  - 황후(추존): 효회태후 왕씨 왕원희(曉懷太后 王氏 王媛姬)
    - 제 17황자: 예장왕(豫章王) 사마치(司馬熾) (서진 회제)
    - 황자 비(정후): 회황후 양씨 양난벽(懷皇后 梁氏 梁蘭璧)

  - 빈: 귀빈 좌씨 좌분(貴嬪 左氏 左芬)
  - 빈: 귀빈 호씨 호방(貴嬪 胡氏 胡芳)
    - 제11황녀: 무안공주(武安公主)

  - 궁인: 부인 제갈씨 제갈완(夫人 諸葛氏 諸葛婉)
    - 제13황자: 여음애왕(汝陰哀王) 사마모(司馬謨)